# Tomaso Burato
Tomaso Burato (Dubrovnik, Austrijsko Carstvo, 27. ožujka 1840. – Zadar, Austro-Ugarska, 17. siječnja 1910.), punog imena Tommaso Giovanni Marin Burat, hrvatski je fotograf. Burato je snimao kulturno-povijesne spomenike, vedute, krajolike i portrete. Autor je triju najstarijih fotografskih monografija u Hrvatskoj, a to su vedute i kulturno-umjetnička baština grada Zadra iz 1875. i 1886. godine. Fotografijom se počeo baviti 1860-ih u Dubrovniku. Godine 1871. odlazi iz Dubrovnika u Padovu gdje kratko boravi. Godinu kasnije dolazi u Zadar gdje ostaje do svoje smrti. U Zadru je djelovao gotovo četiri desetljeća, a za to je vrijeme za sobom ostavio veliki trag. Buratov atelje nalazio se u dijelu grada koji se zove Kampo Kaštelo, pokraj Trga tri bunara. Pratio je suvremena kretanja u europskoj fotografiji, te je sudjelovao na mnogim izložbama i osvojio mnoštvo nagrada. Među nagradama se ističu ona u Trstu 1871. te Beču 1873., kao i ona sa Svjetske izložbe u Parizu 1878. godine. Titulu carskog i kraljevskog dvorskog fotografa dobio je 1875. godine, a imao je i nadimak "maestro fotografske elegancije". Iste godine kada je osvojio nagradu na Svjetskoj izložbi u Parizu, postao je i član Francuske akademije.
Burato je jedan od svojih albuma fotografija posvetio dolasku Franje Josipa I. u Zadar 1875. godine. Album sadržava 19 fotografija na kojima su prikazani najznamenitiji zadarski kulturni spomenici. Osobito se ističu fotografije na kojima je prikazana katedrala sv. Stošije, samostan sv. Frane, crkva sv. Šimuna, Kopnena vrata, Trg pet bunara, srednjovjekovna Bablja kula i panorama grada. Fotografije su popraćene tekstom, te se taj album smatra jednim od najranijih fotografskih monografija u Hrvatskoj. Album iz 1886. godine posvetio je zadarskom nadbiskupu Linu Maupasu. Treći album iz 1890-ih godina prikazuje cjelovitu kulturno-umjetničku baštinu grada Zadra kroz vedute i 80 fotografija. Njegovi albumi i fotografije čuvaju se u muzejima i znanstvenim ustanovama kao što su Arheološki muzej, Državni arhiv, znanstvena knjižnica, Zavod za zaštitu spomenika te privatne zbirke.

## Vanjske poveznice
- Tomaso Burato Hrvatska tehnička enciklopedija, portal hrvatske tehničke baštine. LZMK